# Увачан Василь Миколайович
Василь Миколайович Увачан (25 грудня 1917, стійбище Хрести, тепер Катангського району Іркутської області, Російська Федерація — 7 серпня 1988, місто Москва) — радянський діяч, 1-й секретар Евенкійського окружного комітету КПРС. Член Центральної Ревізійної Комісії КПРС у 1966—1981 роках. Депутат Верховної Ради СРСР 3-го, 6—9-го скликань. Кандидат історичних наук (1954), доктор історичних наук (1970), професор (1974).

## Життєпис
Народився в родині мисливця-кочівника. Закінчив Єрбогаченську семирічну школу.
У 1934—1935 роках — завідувач відділу Катангського районого комітету ВЛКСМ Східно-Сибірського краю.
У 1935—1937 роках — студент технікуму Ленінградського інституту народів Півночі. Потім навчався в Ленінградському плановому інституті.
Член ВКП(б) з 1940 року.
У 1940—1941 роках — слухач Вищої партійної школи при ЦК ВКП(б).
У 1941—1942 роках — лектор Красноярського крайового комітету ВКП(б), лектор Евенкійського окружного комітету ВКП(б).
У 1942—1946 роках — секретар Евенкійського окружного комітету ВКП(б) з пропаганди і агітації.
У 1946—1948 роках — слухач Вищої партійної школи при ЦК ВКП(б).
У 1948—1951 роках — 1-й секретар Евенкійського окружного комітету ВКП(б) Красноярського краю.
У 1951—1954 роках — аспірант Академії Суспільних Наук при ЦК ВКП(б). У 1954 році захистив дисертацію на здобуття наукового ступеня кандидата історичних наук на тему «Соціалістичний шлях розвитку народів радянської Крайньої Півночі».
У 1954—1956 роках — викладач Новосибірської вищої партійної школи.
У 1956—1961 роках — доцент кафедри марксизму-ленінізму Сибірського технологічного інституту міста Красноярська.
У березні 1961—1976 роках — 1-й секретар Евенкійського окружного комітету КПРС Красноярського краю.
У 1974 році захистив дисертацію на здобуття наукового ступеня доктора історичних наук на тему «Соціалізм і народи Півночі».
З 1976 року — радник при Раді міністрів Російської РФСР.
Помер 7 серпня 1988 року. Похований на Кунцевському цвинтарі Москви.

## Нагороди і звання
- орден Леніна
- орден Жовтневої Революції
- орден Трудового Червоного Прапора (1971,)
- орден Дружби народів (1972)
- дві золоті медалі ВДНГ
- медаль С. І. Вавилова Всесоюзного товариства «Знання»
- медалі
- Заслужений діяч науки РРФСР
- Почесний житель Евенкійського автономного округу (1998, посмертно)